# Giuseppe Palumbo
Giuseppe Palumbo (Syracuse, 10 september 1975) is een Italiaans voormalig wielrenner.

## Belangrijkste overwinningen
1991
- Italiaans kampioen op de weg, Nieuwelingen

1992
- Wereldkampioen op de weg, Junioren

1993
- Wereldkampioen op de weg, Junioren

2002
- GP Gippingen

2003
- 2e etappe Giro Della Liguria

2007
- 3e etappe Ronde van het Waalse gewest

## Resultaten in voornaamste wedstrijden
| Jaar | Ronde van Italië | Ronde van Frankrijk | Ronde van Spanje |
| ---- | ---------------- | ------------------- | ---------------- |
| 1998 | buiten tijd      |                     |                  |
| 1999 | opgave           |                     | 93e              |
| 2000 | 124e             |                     |                  |
| 2003 | buiten tijd      |                     |                  |
| 2005 |                  |                     |                  |
| 2006 |                  |                     |                  |
| 2007 | 90e              |                     |                  |
| 2008 |                  |                     |                  |
| 2009 | 158e             |                     |                  |

| Jaar | Milaan-San Remo | Gent-Wevelgem | Ronde van Lombardije | Parijs-Brussel |
| ---- | --------------- | ------------- | -------------------- | -------------- |
| 1998 |                 |               |                      |                |
| 1999 |                 |               |                      |                |
| 2000 | 90e             |               |                      |                |
| 2003 |                 |               |                      |                |
| 2005 | 77e             |               |                      | 24e            |
| 2006 | 150e            |               |                      |                |
| 2007 | 159e            |               |                      | 10e            |
| 2008 |                 | 91e           | 90e                  |                |
| 2009 | 68e             |               |                      |                |

Wielerploegen van Giuseppe Palumbo
Baldato · Bobrik · Brignoli · Brognara · Caruso · Casagranda · Cenghialta · Charrière · De Beni · Di Biase · Ferrari · Miceli · Minali · Palumbo · Pistore · Rezzani · Spezialetti · Di Luca (stagiair) · Sosenka (stagiair)
Arvesen ·
Bartoli ·
Basso ·
Bianchi ·
Bianchini ·
Bobrik (tot 30/04) ·
Bongioni · 
Ferrari ·
Lauria ·
Malberti ·
Mancini ·
Palumbo ·
Pozzi ·
Saprykinas ·
Schiavina ·
Simeoni ·
Sjefer ·
Turicchia ·
Zandarin ·
Romano (stagiair) ·
Varriale (stagiair) 
Brasi · 
Bratkowski · 
Crepaldi · 
Fedenko · 
Finco · 
Forner · 
Gazi ·
Hecl ·
Kokorine · 
Kováč · 
Kranjec · 
Laris · 
Palumbo · 
Panetta · 
Sedoen ·
Šipeky · 
Špak ·
Valach ·
Turicchia ·
Wielinga ·
Anderson (stagiair) ·
Ballan (stagiair) ·
Kružić (stagiair)
Aug ·
Ballan ·
Brasi · 
Bulgarelli · 
Cadamuro · 
Dubos · 
Fadrny · 
Gazi ·
Gobbi ·
Hecl ·
Klucka ·
Kohut ·
Kokorine · 
Kováč · 
Kranjec ·
Kružić · 
Miorin · 
Ongarato ·
Palumbo · 
Pidhorny · 
Prázdnovský ·
Šipeky · 
Testi ·
Valach ·
Wielinga
Aug ·
Cadamuro · 
Carrara · 
Colleoni ·
Fadrny · 
Gasparre ·
Giordani ·
Gobbi ·
Hontsjar ·
Miorin · 
Noeritdinov ·
Palumbo · 
Rossi · 
Wegelius ·
Zanotti ·
Bonfanti (stagiair) ·
Jurčo (stagiair) ·
Vanotti (stagiair)